# Guerra Goguryeo-Tang
La guerra Goguryeo-Tang fu un conflitto combattuto dal 645 al 668 e venne inizialmente disputato tra il regno di Goguryeo e la Dinastia Tang. Nel corso della guerra le due parti si allearono con altri vari stati. Per la prima decade e mezza della guerra, entrambi gli schieramenti rimasero ben serrati, con Goguryeo che riuscì a difendere vittoriosamente il proprio territorio dall'invasione dell'esercito Tang durante la prima campagna nella guerra Goguryeo-Tang. Dopo la conquista di Baekje nel 660, gli eserciti di Tang e Silla invasero Goguryeo da nord e da sud nel 661, ma vennero costretti a ritirarsi nel 662. Nel 666, Yeon Gaesomun morì e Goguryeo venne piagato da un violento dissenso, numerose defezioni e una diffusa demoralizzazione. L'alleanza Tang-Silla portò avanti una nuova invasione, aiutata dal disertore Yeon Namsaeng. Alla fine del 668, esausti per i numerosi attacchi e sofferenti del caos interno politico, il regno di Goguryeo ed il restante dell'esercito Baekje non poterono che soccombere agli eserciti Tang e Silla numericamente superiori.
La guerra segnò la fine dei Tre Regni di Corea che perduravano dal 57 a.C. Essa fu inoltre la causa della guerra Silla-Tang nella quale Silla e Tang si combatterono per ottenere il controllo dei territori conquistati.

## Antefatto
Nel 627, Li Shimin (Taizong) succedette al trono Tang throne dopo l'Incidente del cancello di Xuanwu, uccidendo i suoi due fratelli Li Jiancheng e Li Yuanji e costringendo suo padre, Li Yuan (Gaozu), ad abdicare. Poco dopo, si mise in mente di conquistare Goguryeo. Il regno di Silla aveva fatto numerose richieste alla corte Tang per assistenza militare contro Goguryeo, ed a questo punto la corte iniziò a considerare la definitiva sconfitta dei Göktürks nel 628. Nel contempo, ad ogni modo, Silla era continuamente impegnata in aperte ostilità con Baekje nel 642. L'anno precedente (641), re Uija aveva assunto il trono di Baekje. Nel 642, re Uija attaccò Silla e catturò circa 40 fortezze nell'area. Nel frattempo, nel 642, il dittatore militare Yeon Gaesomun assassinò circa 180 aristocratici di Goguryeo ed ottenne il trono di Goguryeo. He placed a puppet king onto the throne after killing the king in 642. Questi nuovi governi formatisi a Baekje ed a Goguryeo si stavano preparando per la guerra ed avevano fondato un'alleanza recipra contro Tang e Silla.

## Il corso della guerra

### Il conflitto nel 645

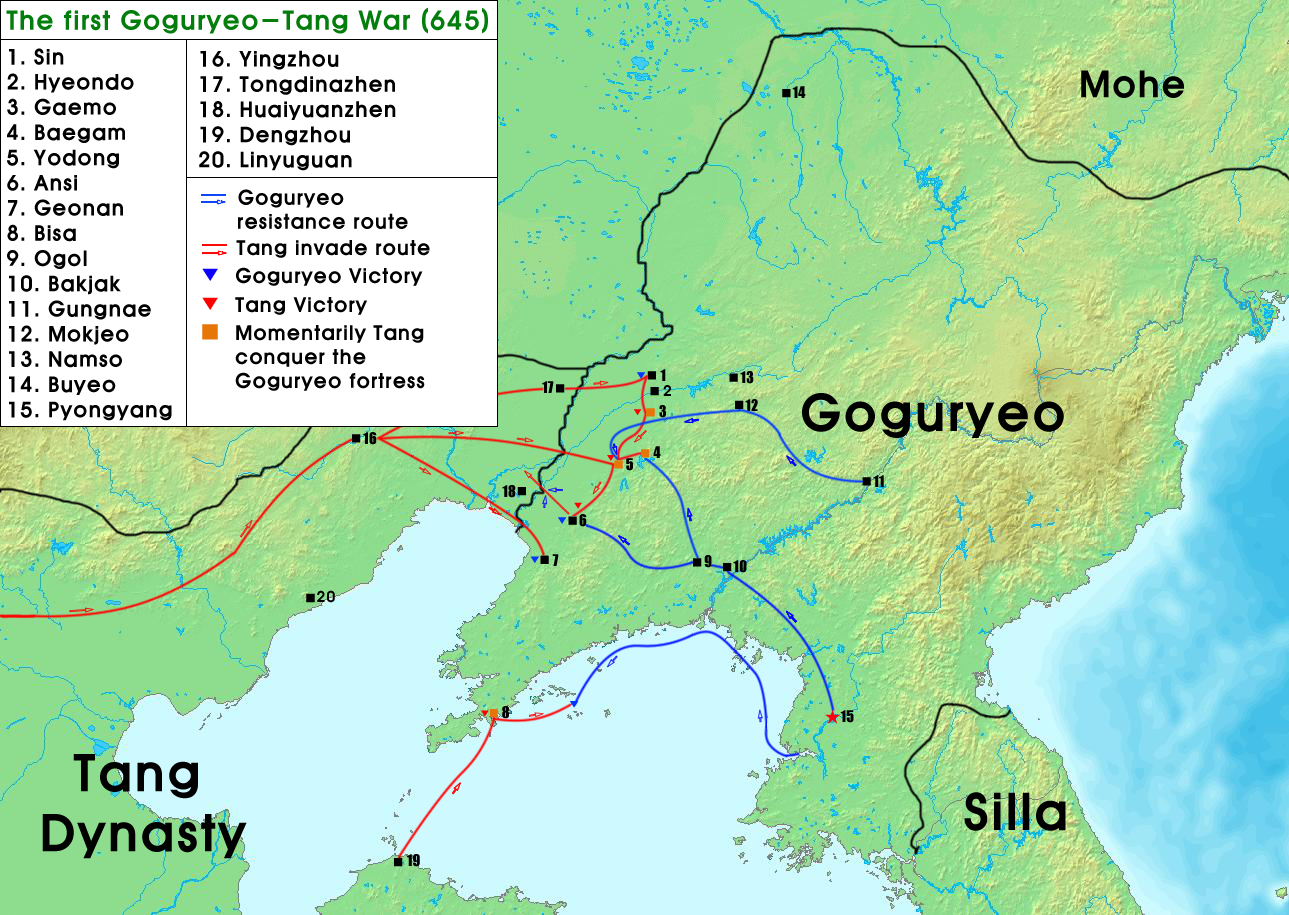
La prima campagna nella guerra Goguryeo-Tang

L'imperatore Taizong sfruttò l'assassinio di Yeon Gaesomun del regno di Goguryeo come pretesto per la sua campagna ed iniziò i preparativi per l'invasione del 644. Il generale Li Shiji comandò un esercito di 60 000 uomini e un gran numero di forze tribali. Si raccolsero a Youzhou. L'imperatore Taizong comandava la cavalleria corazzata che constava di 10 000 uomini e cavalli. La sua cavalleria si sarebbe poi incontrata con l'esercito del generale Li Shiji durante la spedizione. Una flotta di 500 navi intanto avrebbe trasportato altri 40 000 soldati coscritti e 3000 volontari d'élite provenienti da Chang'an e Luoyang. Questa flotta sarebbe salpata dalla penisola di Liaodong verso la penisola coreana.
Nell'aprile del 645, l'esercito del generale Li Shiji partì da Yincheng (attuale Chaoyang). Il 1º maggio, attraversarono il fiume Liao nel territorio di Goguryeo. Il 16 maggio, posero assedio a Gaimou (Kaemo), che cadde dopo 11 giorni, catturando 20 000 persone e confiscando 100 000 shi (6 milioni di litri) di grano.
Successivamente, l'esercito del generale Li Shiji avanzò verso Liaodong (Ryotong). Il 7 giugno 645, sconfissero l'esercito di Goguryeo forte di 40 000 uomini, inviati in città per liberarla dell'assedio Tang. Alcuni giorni dopo, la cavalleria dell'imperatore Taizong giunse a Liaodong. Il 16 giugno, l'esercito Tang pose a ferro e fuoco Liaodong con proiettili incendiari e fece breccia nelle mura di difesa, portando alla caduta di Liaodong nelle mani di Tang.
L'esercito Tang marciò verso Baiyan (Paekam) e vi giunse il 27 giugno 645. Ad ogni modo, il comandante di Goguryeo decise di consegnare la città senza combattere. Successivamente, l'imperatore Taizong ordinò che la città non dovesse essere saccheggiata e che i suoi cittadini non fossero schiavizzati.
Il 18 luglio 645, l'esercito Tang giunse ad Anshi (Ansi). L'esercito Goguryeo, che includeva truppe Mohe, venne inviato a liberare la città. Le truppe di Goguryeo erano un totale di 150 000 uomini. Ad ogni modo, l'imperatore Taizong inviò il generale Li Shiji con 15 000 uomini a richiamare le forze Goguryeo. Nel frattempo, un'altra forza Tang fiancheggiò segretamente le truppe nemiche raggiungendole alle spalle. Il 20 luglio, le due parti scesero in battaglia e l'esercito Tang risultò vittorioso. Gran parte delle truppe Goguryeo si dispersero dopo la loro sconfitta. Il rimanente delle truppe Goguryeo fuggì sulle colline circostanti, ma il giorno dopo venne accerchiato dai Tang. I Tang fecero 36 800 prigionieri. Di questi prigionieri, 3500 tra ufficiali e capi vennero inviati in Cina, 3300 vennero giustiziati e gli altri rilasciati. Malgrado ciò, l'esercito Tang non riuscì a fare breccia nella città di Anshi. Questa città era difesa infatti dalle forze di Yang Manchun. Le truppe Tang attaccarono la fortezza locale sei o sette volte al giorno, ma i difensori riuscirono sempre a respingerli. Col passare dei giorni e delle settimane, l'imperatore Taizong considerò l'opzione di abbandonare l'assedio di Anshi e di avanzare verso l'interno di Goguryeo, ma Anshi sarebbe stata una continua minaccia durante la spedizione. I Tang puntarono tutto sulla costruzione di un colossale tumulo per attaccare la città dall'alto, ma questo venne poi catturato ed utilizzato dai difensori malgrado tre giorni di frenetici assalti da parte delle truppe Tang. Successivamente, esacerbato dalle condizioni dell'esercito Tang per il tempo inclemente (l'inverno si stava avvicinando) e dal diminuire delle probabilità di vittoria, l'imperatore Taizong venne costretto ad ordinare il ritiro delle truppe da Goguryeo il 13 ottobre, ma lasciò dietro di sé un dono stravagante per il comandante della fortezza d Anshi. La ritirata dei Tang di Taizong fu difficile e morti soldati morirono.< name="Graff198" />
Taizong stesso si prese cura delle ferite dei generali Qibi Heli e Ashina Simo, che entrambi rimasero feriti nella battaglia contro Goguryeo.

### Il conflitto nel 654-668 e la caduta di Goguryeo
Dopo la morte dell'imperatore Taizong nel 649, la conquista di Goguryeo e la rivalità personale con Yeon Gaesomun divennero l'ossessione dell'imperatore Gaozong. Durante il regno dell'imperatore Gaozong, l'impero Tang concluse un'alleanza con il regno di Silla. Quando Goguryeo e Baekje attaccarono Silla da nord e da ovest rispettivamente, la regina Seondeok di Silla inviò un emissario nell'impero Tang e richiese disperatamente assistenza militare. Nel 650, l'imperatore Gaozong ricevette una poesia scritta dalla regina Jindeok di Silla, tramite l'emissario principe Kim Chunchu (che poi ascese altrono come re Muyeol). Nel 653, Baekje si alleò con Yamato Wa. Anche se Baekje era alleato con Goguryeo, il fiume Han separava con la sua valle i due stati e questo rendeva difficile una reciproca alleanza in tempo di guerra. Re Muyeol assunse il trono di Silla nel 654. Tra il 655 ed il 659, il confine di Silla venne tormentato dai Baekje e dai Goguryeo; Silla richiese nuovamente l'assistenza dei Tang. Nel 658, l'imperatore Gaozong inviò un esercito ad attaccare Goguryeo ma non fu in grado di sopraffare le difese dei nemici. Re Chunchu suggerì che l'alleanza Tang-Silla dapprima conquistasse Baekje, rompendo così l'alleanza Goguryeo-Baekje, e che poi si dedicasse ad attaccare direttamente Goguryeo.
Nel 660, l'impero Tang ed il regno di Silla inviarono le loro armate alleate alla conquista di Baekje. La capitale Baekje, Sabi, cadde in mano alle forze di Tang e Silla. Baekje venne conquistata il 18 luglio 660, quando re Uija di Baekje si arrese a Ungjin. L'esercito Tang catturò il re, il principe ereditario, 93 ufficiali e 20 000 soldati come prigionieri. Il re ed il principe ereditario vennero inviati come ostaggi nell'Impero Tang. L'impero Tang annetté i territori e stabilì cinque amministrazioni militari per controllare la regione, mosse che Silla dovette accettare forzosamente. In uno sforzo finale, il generale Gwisil Boksin guidò la resistenza contro l'occupazione Tang di Baekje. Egli richiese l'assistenza militare del suo alleato Yamato. La flotta Tang, composta da 170 navi, avanzò verso Chuyu ed accerchiò la città presso la foce del fiume Baekgang Quando la flotta di Yamato incontrò quella Tang, questi ultimi attaccarono per primi e sconfissero i primi. Nel 663, la resistenza Baekje e Yamato venne annientata dai Tang e da Silla nella Battaglia di Baekgang. Successivamente, il principe Buyeo Pung di Baekje e gli uomini rimastigli si portarono a Goguryeo.
Dopo la conquista di Baekje nel 660, le forze Tang e Silla pianificarono di invadere Goguryeo. Nel 661, le forze Tang occuparono Goguryeo. Dal momento che i Tang disponevano di una forza di 350 000 uomini, a Silla venne chiesto unicamente di provvedere ai rifornimenti per quella spedizione. Nel 662, Yeon Gaesomun sconfisse il generale Pang Xiaotai nella Battaglia di Sasu. L'esercito Tang assediò Pyongyang, capitale di Goguryeo, per diversi mesi sino al febbraio del 662, quando decise di ritirarsi dalla campagna per le condizioni rigide dell'inverno, e per la sconfitta delle sue forze sussidiarie.
Nel 666, il dittatore Goguryeo, Yeon Gaesomun, morì ed iniziarono delle lotte interne tra i suoi figli che indebolirono il potere statale. Goguryeo cadde nel caos ed il primogenito (e successore) passò dalla parte della dinastia Tang mentre suo fratello passò dalla parte di Silla. La morte di Yeon Gaesomun aprì la strada ad una nuova invasione di Tang e Silla nel 667, questa volta aiutati dal primogenito di Yeon Gaesomun. Il violento dissenso che risultò alla morte di Yeon Gaesomun diede prova di essere la ragione primaria del trionfo Tang-Silla grazie a divisioni, defezioni e demoralizzazione diffuse. L'alleanza con Silla diede inoltre prova di essere molto utile, grazie all'abilità di attaccare Goguryeo da opposte direzioni. Nel 668, i Tang e Silla assediarono e conquistarono Pyongyang, il che portò alla conquista di Goguryeo. Più di 200 000 prigionieri vennero presi dalle forze Tang ed inviati a Chang'an.

## Conseguenze
Nel 669, il governo Tang stabilì il Protettorato Generale per pacificare l'est per controllare gli ex territori di Goguryeo. Un incarico subordinato si trovava a Baekje. Dalla fine della guerra, l'impero Tang aveva preso il controllo sugli ex territori di Baekje e Goguryeo ed aveva tentato di estendere il proprio dominio su Silla. Gran parte della Penisola coreana venne occupata dalle forze Tang per un decennio.
Ad ogni modo, l'occupazione Tang della penisola coreana diede prova di essere logisticamente difficile a causa delle poche risorse che Silla aveva utilizzato in gran parte in precedenza. Successivamente, l'imperatore Gaozong si trovò malato e pertanto l'imperatrice Wu prese a praticare una politica pacifista, e l'impero Tang iniziò a destinare risorse verso altre priorità. Questa situazione favorì Silla che ben presto si diede a resistere alle imposizioni del governo cinese sull'intera penisola. La guerra divenne così imminente tra Silla e Tang.